# Paulo Evaristo Arns
Paulo Evaristo Arns, né le 14 septembre 1921 à Forquilhinha au Brésil et mort le 14 décembre 2016 à São Paulo, est un cardinal brésilien, franciscain et archevêque émérite de São Paulo.

## Biographie
Paulo Evaristo Arns est le frère de Zilda Arns, médecin, spécialiste de santé publique et fondatrice de la Pastorale des enfants.
Après avoir terminé son cursus de formation dans sa congrégation des franciscains, il a poursuivi sa formation à Paris où il a obtenu un doctorat en lettres classiques à le faculté des lettres de Paris. Après son doctorat, il a enseigné dans diverses institutions franciscaines.
Il a prononcé ses vœux solennels le 10 décembre 1943 et a été ordonné prêtre le 30 novembre 1945.
Le 12 janvier 1961, il a été élu vice-provincial de sa congrégation. Il a contribué à la rédaction de diverses publications périodiques franciscaines au Brésil.

### Cardinal de São Paulo et apôtre de la théologie de la libération
Nommé évêque auxiliaire de São Paulo le 2 mai 1966, Paulo Evaristo Arns est consacré le 3 juillet suivant par le cardinal Agnelo Rossi. Le 22 octobre 1970, il devient archevêque de ce diocèse.
Il est créé cardinal par le pape Paul VI lors du consistoire du 5 mars 1973 avec le titre de cardinal-prêtre de Sant'Antonio da Padova in Via Tuscolana. Il devient ainsi le dix-septième évêque de São Paulo, le cinquième archevêque et le troisième cardinal.
 Il participe aux deux conclaves de 1978 qui voient successivement les élections de Jean-Paul Ier en août et de Jean-Paul II en octobre.
C'est un évêque progressiste et partisan de la théologien de la libération, qui encourage le développement des communautés ecclésiales de base, ce qui ne lui facilite pas les relations avec le Vatican, surtout à partir de l'élection du pape Jean-Paul II. Il a 11 évêques et un millier de prêtres pour le seconder, car son diocèse rayonne sur 15 millions d'habitants. Il peut également s'appuyer sur des dizaines de milliers de militants laïcs engagés dans l'Action catholique ouvrière, la JOC, ou dans les communautés ecclésiales de base. Il démissionne de ses fonctions d'archevêque le 15 avril 1998 pour raison d'âge, il a alors 76 ans, après 27 ans passés à la tête de son diocèse.
La rencontre du pape Benoît XVI avec Paulo Evaristo Arns lors de sa visite au Brésil en 2007 a été considérée comme un moment de réconciliation après leur différend antérieur sur la théologie de la libération.
Il perd sa qualité d'électeur du pape le jour de ses 80 ans le 14 septembre 2001, mais il participe aux congrégations générales préparatoires  aux conclaves de 2005 (élection de Benoît XVI) et de 2013 (élection de François).

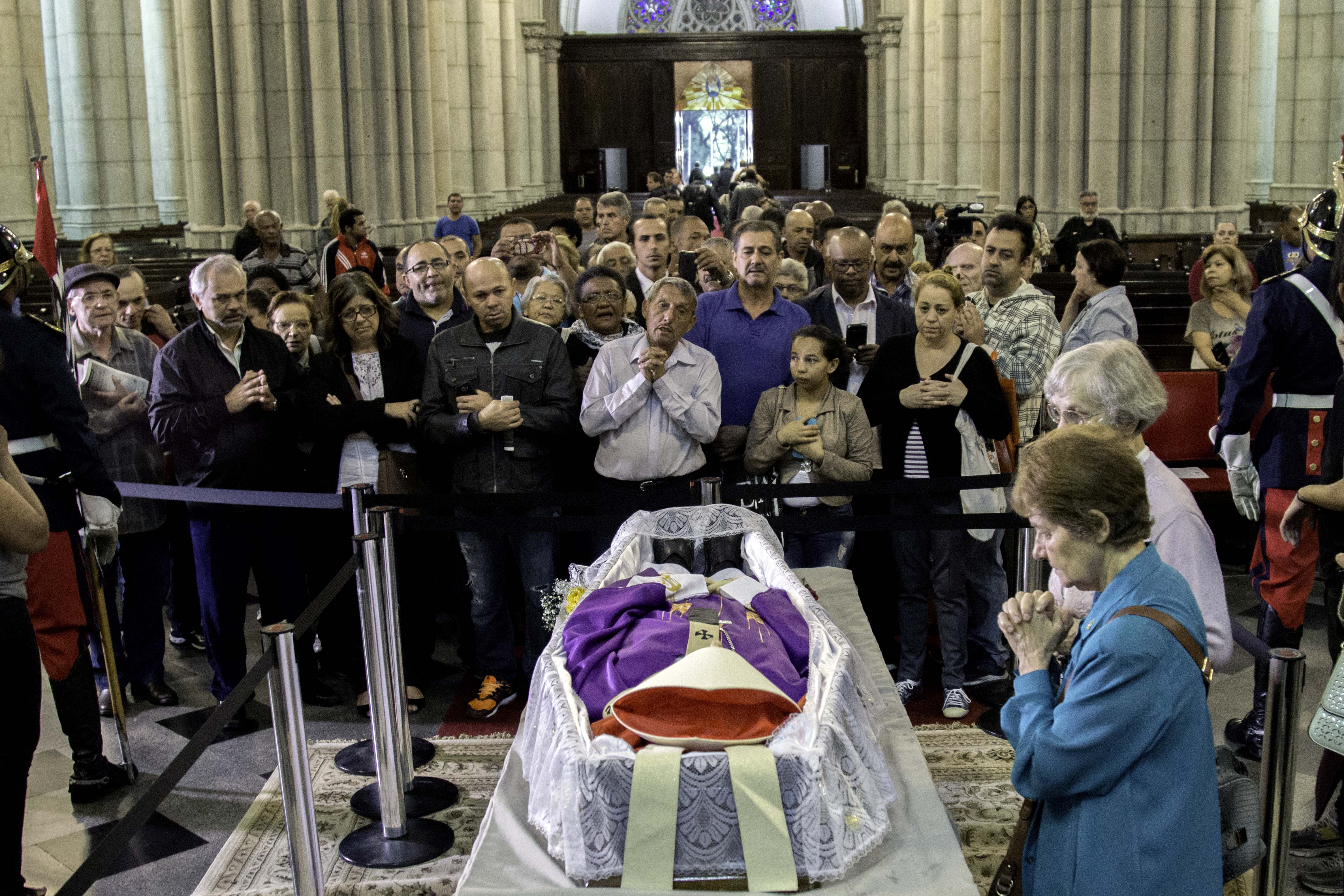
Paulo Evaristo Arns meurt le 14 décembre 2016. Il repose dans la crypte de la cathédrale métropolitaine de São Paulo.

À la mort de son compatriote Eugênio de Araújo Sales le 10 juillet 2012, Paulo Evaristo Arns devient le prélat le plus ancien du collège cardinalice. En octobre 2014, il participe à la messe de béatification de Paul VI. Il est alors l’un des trois derniers cardinaux vivants créés par ce pape (avec Joseph Ratzinger, qui a perdu ce titre quand il a été élu pape sous le nom de Benoît XVI). Au décès de William Wakefield Baum le 23 juillet 2015, il devient le dernier cardinal vivant nommé par Paul VI.
Paulo Evaristo Arns meurt le 14 décembre 2016, après 43 ans et 284 jours de cardinalat, ce qui en fait l'un des plus longs de l'histoire. Il repose dans la crypte de la cathédrale métropolitaine de São Paulo.

## Succession apostolique
Paulo Evaristo Arns a ordonné les évêques suivants :
- Archevêque Benedito Ulhoa Vieira (pt) (1972)
- Évêque Joel Ivo Catapan (pt), S.V.D. (1975)
- Évêque Mauro Morelli (pt) (1975)
- Évêque Angélico Sândalo Bernardino (pt) (1975)
- Évêque Francisco Manuel Vieira (pt) (1975)
- Évêque Antônio Celso de Queiroz (pt) (1975)
- Archevêque Luciano Mendes de Almeida, S.I. (1976)
- Cardinal Geraldo Majella Agnelo (1978)
- Évêque Alfredo Ernest Novak (pt), C.SS.R. (1979)
- Évêque Ricardo Pedro Paglia (pt), M.S.C. (1979)
- Évêque Aloísio Hilário de Pinho (pt), F.D.P. (1981)
- Évêque José Carlos Castanho de Almeida (pt) (1982)
- Évêque Antônio Gaspar (pt) (1983)
- Évêque Fernando Figueiredo (pt), O.F.M. (1984)
- Évêque Walter Bini (pt), S.D.B. (1984)
- Évêque Walter Ivan de Azevedo (pt), S.D.B. (1986)
- Évêque Irineu Danelon (pt), S.D.B. (1988)
- Évêque José Vieira de Lima (pt), T.O.R. (it) (1990)
- Cardinal Leonardo Ulrich Steiner, O.F.M. (2005)